# Pericopsis
Pericopsis es un género de plantas con flores con seis especies, perteneciente a la familia Fabaceae.

## Especies
- Pericopsis angolensis
- Pericopsis elata
- Pericopsis laxiflora
- Pericopsis mooniana
- Pericopsis ponapensis
- Pericopsis schliebenii